# Довжина кривої
Довжиною кривої в метричному просторі {\displaystyle (X,\rho )} називається варіація відображення, що задає криву, тобто довжина кривої {\displaystyle \gamma :[a,b]\to X} — це величина, що дорівнює
{\displaystyle \sup \sum \limits _{k=0}^{m}\rho (\gamma (x_{k+1}),\gamma (x_{k})),}

Полігональне наближення кривої

де точна верхня грань береться по всіх розбиттях {\displaystyle a=x_{0}<x_{1}<\dots <x_{m}=b} відрізка {\displaystyle [a,b]}.
Для евклідового простору це означає, що довжина кривої визначається як точна верхня границя для вписаних в криву ламаних.

## Пов'язані визначення
Якщо довжина скінченна, то кажуть, що крива спрямна, інакше — неспрямна.

## Формули
Якщо крива класу {\displaystyle C^{1}} в {\displaystyle \mathbb {R} ^{n}}, тоді її довжина дорівнює:
- У загальному випадку {\displaystyle \mathbb {R} ^{n}} — {\displaystyle \int \limits _{a}^{b}{\sqrt {\sum \limits _{k=1}^{n}{f'_{k}}^{2}(t)}}\,dt}.
- У {\displaystyle \mathbb {R} ^{3}} — {\displaystyle \int \limits _{a}^{b}{\sqrt {{x'}^{2}(t)+{y'}^{2}(t)+{z'}^{2}(t)}}\,dt}.
- Якщо крива задана у {\displaystyle \mathbb {R} ^{2}} як {\displaystyle f(x)}, то її довжина дорівнює {\displaystyle \int \limits _{a}^{b}{\sqrt {1+{f'}^{2}(x)}}\,dx}.
- У полярних координатах для плоскої кривої:

{\displaystyle s=\int _{a}^{b}\limits \!{\sqrt {\rho ^{2}+\left({\frac {d\rho }{d\varphi }}\right)^{2}}}\,d\varphi .}

## Історія
Історично обчислення довжини дуги називалося спрямленням кривої.
Задача спрямляння виявилася набагато складнішою, ніж обчислення площі, і в античні часи єдине успішне спрямлення було виконано для кола.
Декарт навіть висловлював думку, що «відношення між прямим і кривим невідоме, і навіть, думаю, не може бути пізнане людьми».
Першим досягненням стало спрямлення  параболи Нейла (1657), виконане Ферма і самим Нейлом.
Незабаром було знайдено довжину дуги циклоїди (Рен, Гюйгенс).
 Грегорі (ще до відкриття  математичного аналізу) створив загальну теорію знаходження довжини дуги, яка негайно була використана для різних кривих.